# Bronisław Wildstein
Bronisław Wildsteinⓘ (ur. 11 czerwca 1952 w Olsztynie) – polski publicysta, dziennikarz i prezenter radiowy i telewizyjny, pisarz, aktor, przedsiębiorca, polityk i działacz samorządowy, w latach 2006–2007 prezes zarządu Telewizji Polskiej. Kawaler Orderu Orła Białego.

## Życiorys

### Młodość
Dziadkowie Wildsteina byli religijnymi Żydami z Tarnowa, którzy posługiwali się na co dzień językiem jidysz. Jego ojciec, Szymon Wildstein (1907–1968), był lekarzem wojskowym, komendantem szpitala oraz przedwojennym komunistą, członkiem KPP, usunięty został z wojska na fali czystek antysemickich w 1967. Matka, Genowefa Wildstein (1921–1991), była chłopką i antykomunistką, po wojnie pomagała byłym akowcom poszukiwanym przez UBP, przez krótki czas (do 1956) należała do PZPR. Oboje spoczywają w Krakowie na cmentarzu wojskowym przy ul. Prandoty.
Gdy miał pięć lat, zachorował na gruźlicę; w nadziei na znalezienie zdrowszego środowiska rodzina Wildsteinów przeniosła się do Przemyśla. Trzykrotnie zmieniał liceum ze względu na oceny ze sprawowania. W latach 1971–1980 studiował filologię polską na Uniwersytecie Jagiellońskim, nie ukończył studiów. Działalność opozycyjną rozpoczął na początku studiów, m.in. współpracował z KOR, był współzałożycielem Studenckiego Komitetu Solidarności w Krakowie w 1977 oraz współtworzył NZS w Krakowie.

### Emigracja
Na fali odwilży w czasie Sierpnia 1980 Wildstein wraz z żoną Iwoną Galińską-Wildstein (poślubioną w 1978) otrzymali paszporty i postanowili wyjechać na Zachód. Ich wyjazd został niespodziewanie przyspieszony przez bijatykę z milicjantami po imprezie u Jana Rokity w Bieżanowie. Wildsteinowie wyjechali pociągiem do Wiednia. Stan wojenny zastał ich we Francji, gdzie Wildstein był między innymi współzałożycielem i redaktorem naczelnym (1982-87) miesięcznika „Kontakt”, następnie pracownikiem Radia Wolna Europa.

### Przyjaźń ze Stanisławem Pyjasem
Około 1976 został zatrzymany przez SB wraz ze swoimi bliskimi przyjaciółmi: Stanisławem Pyjasem i Lesławem Maleszką. Cała trójka była przesłuchiwana, jednak tylko Maleszka zdradził funkcjonariuszom Służby Bezpieczeństwa szczegóły działalności swojej i kolegów. Przyznał się im do tego po wyjściu na wolność. Nie powiedział jedynie, że został również tajnym współpracownikiem SB.
7 maja 1977 znaleziono ciało martwego Stanisława Pyjasa. Jego śmierć miała miejsce tydzień przed Juwenaliami, przyjaciele Pyjasa wezwali do ich bojkotu. Rozpoczęły się demonstracje i protesty. Studenci pełnili warty honorowe przy klepsydrach Pyjasa zagrożonych zerwaniem przez nieznanych sprawców. Wieczorem 15 maja 1977 (na zakończenie Czarnego Marszu, którego pomysłodawcą był Wildstein) pod Wawelem odczytano deklarację zawiązującą Studencki Komitet Solidarności w Krakowie.
Wildstein przez lata dążył do ujawnienia kulis śmierci Stanisława Pyjasa. Procesował się również z biegłym sądowym, profesorem Zdzisławem Markiem, który w 1977 wydał opinię, jakoby Pyjas zabił się spadając ze schodów. Wildstein nazwał go człowiekiem, który skrywa morderców. Proces przegrał. Tymczasem sam Z. Marek, nie wiedząc, że jest nagrywany, w rozmowie telefonicznej z dziennikarką na początku lat 90 XX w. przyznał iż „ktoś Pyjasowi dał po mordzie… ale ja nie wiem kto…”, zaś w 2009, przesłuchiwany przez IPN, zeznał, że w ogóle nie prowadził oględzin zwłok, a jedynie podpisał się pod raportem przygotowanym przez inne osoby.
W 2001 doprowadził do ujawnienia tajnego współpracownika SB o pseudonimie „Ketman”. Okazał się nim pracujący już wtedy w „Gazecie Wyborczej” Lesław Maleszka, denuncjujący działania Studenckiego Komitetu Solidarności w Krakowie.

### Działalność po 1989

#### Praca dziennikarska
Po powrocie z emigracji w 1989 został szefem publicznego Polskiego Radia Kraków. Na początku lat 90. współpracował z „Gazetą Wyborczą”. W latach 1994–1996 był sekretarzem redakcji „Życia Warszawy”, a następnie wraz z Tomaszem Wołkiem przeniósł się do dziennika „Życie”, gdzie do 1997 był jego zastępcą. W połowie lat 90. pisywał felietony w miesięczniku „Architektura-Murator”.
Współpracował z tygodnikiem „Wprost”, był felietonistą miesięcznika „Nowe Państwo” i publicystą „Rzeczpospolitej”, z której został zwolniony 31 stycznia 2005, po aferze związanej z tak zwaną listą Wildsteina. Chodziło o wyniesienie z Instytutu Pamięci Narodowej indeksu osobowego katalogu dotyczącego inwigilacji obywateli przez służby specjalne PRL i rozpowszechnienie tej listy. Wildstein argumentował, że chciał w ten sposób przyczynić się do przyspieszenia lustracji w Polsce. Mimo iż lista znana była wcześniej w środowisku dziennikarskim, to jednak dopiero publikacja w „Gazecie Wyborczej” doprowadziła do rozgłosu wokół sprawy.
W 2005 Bronisław Wildstein zapowiadał, że pozwie aktora Daniela Olbrychskiego, który w programie Tomasza Lisa „Co z tą Polską?” (Polsat) oskarżył go o donoszenie w latach 80. XX w. francuskim władzom na Mirosława Chojeckiego (chodziło o rzekome nielegalne zatrudnianie pracowników przez Chojeckiego), co Chojecki (przebywający za granicą) jeszcze w trakcie nagrywania programu telefonicznie zdementował (według „Rzeczpospolitej”).
Po zwolnieniu z „Rzeczpospolitej” pracował we „Wprost” i prowadził program „Bez autocenzury” w TV Puls. W maju 2006 jednogłośnie wybrany przez Radę Nadzorczą na prezesa zarządu TVP (zastąpił Jana Dworaka). 26 lutego 2007 został odwołany z funkcji Prezesa Zarządu TVP. Jego następcą został Andrzej Urbański. W 2007 powrócił do redakcji „Rzeczpospolitej” w roli komentatora politycznego. Od 2008 ponownie w TVP jako autor i prowadzący Cienie PRL-u. Przez 2 lata, od września 2008 do października 2010, prowadził w TVP1 autorski program Bronisław Wildstein przedstawia. Po zdjęciu programu z anteny kontynuuje działalność publicystyczną na platformie tv.rp.pl.
Od 2011 do listopada 2012 publikował w tygodniku „Uważam Rze”. Został także publicystą „Gazety Polskiej Codziennie”, a od listopada 2012 także tygodnika „W sieci” (aktualnie „Sieci”). Podjął również współpracę z Radiem Maryja i Telewizją Trwam. Od stycznia 2013 publicysta tygodnika „Do Rzeczy”.
W listopadzie 2012 nakładem wydawnictwa Fronda ukazał się wywiad-rzeka z Bronisławem Wildsteinem pt. Niepokorny (autorami książki są Piotr Zaremba i Michał Karnowski).
Pod koniec 2012 został redaktorem naczelnym tworzonej stacji telewizyjnej Telewizji Republika. Objął stanowisko wiceprezesa zarządu Telewizja Niezależna S.A., która zarządza stacją. Na antenie rozpoczął prowadzenie audycji pt. Bronisław Wildstein przedstawia, stanowiącej kontynuację programu, który tworzył do 2010 w TVP1. We wrześniu 2014 zrezygnował ze stanowiska redaktora naczelnego stacji, zasiadania w spółce i prowadzenia swojej audycji.
Został członkiem Stowarzyszenia Pisarzy Polskich i Stowarzyszenia Wolnego Słowa. Od kwietnia 2005 Członek Honorowy Stowarzyszenia KoLiber. Został członkiem kapituły Nagrody im. Jacka Maziarskiego. Wszedł także w skład rady programowej kongresu Polska Wielki Projekt, rady Fundacji Smoleńsk 2010 oraz rady Fundacji Twórców dla Rzeczypospolitej.
Od września 2016 do czerwca 2017 prowadził program Południk Wildsteina w TVP2, od września 2017 do grudnia 2023 współprowadził program O co chodzi? w TVP Info.
29 maja 2018 został powołany na członka Kapituły Orderu Orła Białego.
W 2024 opublikowany został tom rozmów, które przeprowadził z nim malarz i eseista, Maciej Mazurek: „Kultura w czasach zamętu”.
W 2022 teatr TVP wystawił jego sztukę „Komedianci czyli Konrad nie żyje” w reżyserii Andrzeja Mastalerza.
Wszedł w skład komitetu wspierającego kandydaturę Karola Nawrockiego na prezydenta RP w wyborach w 2025.
Jego książki tłumaczone są na wiele języków . Obecnie jest publicystą tygodnika Sieci.
Ma dwóch synów, urodzonych w Paryżu: Dawida (ur. 1983, również został dziennikarzem) i Szymona (ur. 1988).

#### Funkcje publiczne
W październiku 2015 został członkiem Narodowej Rady Rozwoju powołanej przez prezydenta Andrzeja Dudę. Postanowieniem prezydenta A. Dudy z 27 czerwca 2016 został powołany w skład Kolegium Instytutu Pamięci Narodowej – Komisji Ścigania Zbrodni przeciwko Narodowi Polskiemu. Na początku lutego 2018 został powołany przez premiera Mateusza Morawieckiego na członka zespołu ds. dialogu z Izraelem. W czerwcu 2023 ponownie został przez Prezydenta RP powołany w skład Kolegium IPN.
Powołany do Rady Muzeum przy Zamku Królewskim w Warszawie.

## Wolnomularstwo
Był aktywnym wolnomularzem, związanym początkowo z paryską lożą „Kopernik”, skupiającą osoby o polskich korzeniach w ramach Wielkiej Loży Narodowej Francji, a następnie z Warszawską lożą-matką „Kopernik” Wielkiej Loży Narodowej Polski oraz z Krakowską lożą „Przesąd Zwyciężony”, której był Wielkim Mistrzem. Oprócz tego pełnił funkcję Wielkiego Dozorcy Wielkiej Loży Narodowej Polski. Jak przyznał, wycofał się ostatecznie z uczestnictwa w działalności lóż masońskich.

## Twórczość

### Beletrystyka
Powieści
- 1989: Jak woda (Oficyna Literacka)
- 1992: Brat (Oficyna Literacka, ISBN 83-85158-72-3)
- 2004: Mistrz (Świat Książki, ISBN 83-7391-725-X)
- 2008: Dolina nicości (Wydawnictwo M, ISBN 978-83-60725-66-5)
- 2011: Czas niedokonany (Zysk i S-ka, ISBN 978-83-7506-797-2)
- 2012: Ukryty (Zysk i S-ka, ISBN 978-83-7785-072-5)
- 2016: Dom wybranych (Zysk i S-ka, ISBN 978-83-65521-53-8

Zbiory opowiadań
- 1992: O zdradzie i śmierci (Oficyna Literacka, ISBN 83-7124-015-5)
- 2003: Przyszłość z ograniczoną odpowiedzialnością (Arcana, ISBN 83-89243-60-1)
- 2021: Lew i komedianci (Państwowy Instytut Wydawniczy, ISBN 978-83-8196-295-7)
- 2024: Komedianci, Adwent, Cyrograf (Państwowy Instytut Wydawniczy, ISBN 978-83-8196-726-6)

### Publicystyka
- 1987: Jakiej prawicy Polacy nie potrzebują (Oficyna im. Józefa Mackiewicza)
- 2000: Dekomunizacja, której nie było czyli Mistyfikacja triumfująca (Ośrodek Myśli Politycznej, ISBN 83-7188-401-X)
- 2005: Długi cień PRL-u, czyli dekomunizacja której nie było (Arcana, ISBN 83-89243-42-3)
- 2008: Moje boje z III RP i nie tylko (Fronda, ISBN 978-83-60335-93-2)

### Eseistyka
- 2009: Śmieszna dwuznaczność świata, który oszalał (Fronda, ISBN 978-83-60335-98-7)
- 2018: O kulturze i rewolucji (Państwowy Instytut Wydawniczy, ISBN 978-83-06-03468-4)
- 2020: Bunt i afirmacja. Esej o naszych czasach (Państwowy Instytut Wydawniczy, ISBN 978-83-8196-077-9)
- 2023: Wobec wojny, zarazy i nicości (Państwowy Instytut Wydawniczy, ISBN 978-83-8196-550-7)

### Zbiory wywiadów
- 2000: Profile wieku (Świat Książki, ISBN 83-7227-563-7)

### Filmografia
- Bronisław Wildstein był konsultantem filmu pt. Gry uliczne z 1996 (reż. Krzysztof Krauze), który był oparty na wydarzeniach związanych ze śmiercią Stanisława Pyjasa[40]. Wystąpił również w filmie dokumentalnym pt. Trzech kumpli autorstwa Ewy Stankiewicz i Anny Ferens[41].
- W 2010 miał premierę spektakl telewizyjny pt. Dolina nicości, w reżyserii Wojciecha Nowaka i według scenariusza Wojciecha Tomczyka, powstały na kanwie powieści B. Wildsteina pod tym samym tytułem[42].
- W 2017 powstał film dokumentalny pt. Paryż. Czas dokonany, autorstwa Michała Muzyczuka, opowiadający o działalności Bronisława Wildsteina w Paryżu[43][44].
- Na podstawie jego powieści „Dom wybranych” i jego scenariusza zrealizowany został przez Wojciecha Nowaka film kinowy.
- Na podstawie powieści „Czas niedokonany” został nakręcony ośmioodcinkowy serial dla TVP w reżyserii Dariusza Gajewskiego i ze scenariuszem Wojciecha Tomczyka.

## Opracowania twórczości
2021: Między realizmem a filozofią. Antologia tekstów krytycznych o prozie Bronisława Wildsteina, wybór i opracowanie Maciej D. Woźniak, Instytut Literatury, Kraków
2021: Maciej Woźniak, Pisarz idei. Proza Bronisława Wildsteina, Instytut Literatury, Kraków

## Nagrody
- 1990 Nagroda Fundacji im. Kościelskich
- 2004 Nagroda im. Andrzeja Kijowskiego – za tom opowiadań Przyszłość z ograniczoną odpowiedzialnością
- 2005 Członek Honorowy Stowarzyszenia KoLiber
- 2009 Nagroda im. Dariusza Fikusa za 2008 rok w kategorii „twórca w mediach”
- 2009 Nagroda Literacka im. Józefa Mackiewicza za 2009 rok za Dolinę nicości[47]
- 2012 Nagroda im. Jerzego Zieleńskiego przyznana przez Stowarzyszenie Dziennikarzy Polskich za książkę Polska, antysemityzm, lewica
- 2016 „Laur SDP” za rok 2015 „za odwagę, rozwagę i talent wykorzystywane mądrze i szlachetnie”
- 2018 Doroczna Nagroda Ministra Kultury i Dziedzictwa Narodowego w kategorii literatura

## Odznaczenia
- 21 września 2006 został odznaczony przez Prezydenta RP Lecha Kaczyńskiego Krzyżem Oficerskim Orderu Odrodzenia Polski[48].
- 17 lutego 2011 został odznaczony Medalem „Niezłomnym w słowie”[49].
- 18 stycznia 2016 otrzymał Złoty Medal „Zasłużony Kulturze Gloria Artis”[50]
- 28 kwietnia 2016 został odznaczony przez Prezydenta RP Andrzeja Dudę Orderem Orła Białego[51][52].
- 18 kwietnia 2017 został odznaczony przez Prezydenta RP Andrzeja Dudę Krzyżem Wolności i Solidarności[53].
- 7 maja 2019 został udekorowany przyznanym przez Prezydenta RP Andrzeja Dudę Medalem Stulecia Odzyskanej Niepodległości[54].